# Taller (revista)
Taller fue una revista literaria fundada en 1938 por Alberto Quintero Álvarez, Rafael Solana y Efraín Huerta. Este último fue director editorial hasta el quinto número, publicado en octubre de 1939 y a partir de entonces Octavio Paz se quedó a cargo. En total, se publicaron 12 números entre diciembre de 1938 y febrero de 1941.
La publicación estaba conformada por una generación de poetas, ensayistas y escritores que antes colaboraron en otras revistas literarias como Barandal (1931-1932), Cuadernos del Valle de México (1933-1934) y Taller Poético (1936-1938). Si bien es cierto que estos escritores tenían inquietudes artísticas diversas, a todos los reunieron los mismos factores comunes: su fecha de nacimiento y una marcada consciencia social. Escritores como Efraín Huerta, Alberto Quintero Álvarez, Neftalí Beltrán y Rafael Solana, entre otros, surgieron en medio de un clima político complejo durante la primera mitad del siglo XX para buscar una identidad nacional.

## Generación de Taller
Los escritores que colaboraron en la revista se consideran pertenecientes a una misma generación, no por sus vertientes estilísticas, sino por su objetivo social común. Su generación se conoce como Generación de Taller. Algunos críticos dicen que ellos se opusieron a las propuestas estilísticas de la generación anterior, los llamados Contemporáneos (conformada por José Gorostiza, Salvador Novo, Gilberto Owen, Carlos Pellicer, Xavier Villaurrutia, entre otros); sin embargo, el propio Octavio Paz ─ya como director de la revista─ reconoce la importancia del legado literario de las generaciones pasadas.

### Ideología
Dice Rafael Solana que “no teníamos ni ideas estéticas, ni filosóficas, claramente definidas; nuestra actitud era la del estudio […] leíamos, conversábamos, meditábamos, para que el día en que sacáramos a la luz nuestras ideas, ellas tuvieran raíces y no fueran meros juveniles fuegos de artificio”. Por otra parte, en el segundo número de la revista, publicado en abril de 1939, Octavio Paz escribe: “Tal es el sentido de Taller que no quiere ser un sitio en donde se asfixia una generación, sino el lugar en donde se construye el mexicano, y se le rescata de la injusticia, la incultura, la frivolidad y la muerte”.
Los escritores de Taller distinguen entre “herencia” y “tradición”. Definen herencia como el contexto literario en el que se encuentran inmersos solo por las condiciones naturales de haber nacido en un país y una época determinados. Por otra parte, la tradición son las corrientes literarias que ellos escogen como fuente de inspiración para elaborar su propia ideología. Esta independencia estética es característica de la poética de la revista.
La revista planteaba, sobre todo, un diálogo constructor no para generar arte nuevo, sino arte regenerativo. Buscaban transformar y evolucionar el contexto de México a través de la literatura. Uno de los más grandes aportes de los colaboradores de Taller es la revisión de otros pensadores y escritores extranjeros como Nietzsche, Spengler, Heidegger, Ortega y Gasset, entre otros. De esta manera refrendaron su compromiso con México, replanteando la poesía como “oficio” (de ahí el nombre de la revista) y como fin ontológico último.
A pesar de que en general la generación y, por ende, la revista no tenía una agenda política definida, la popularidad del comunismo y el creciente espíritu proletario en todo el mundo influyeron evidentemente a los escritores de la época. La poesía se convirtió más bien en una actividad moral en contra de la burguesía. En un principio la revista costaba 1.50 pesos mexicanos de la época, pero una vez consiguieron suficientes medios para continuar una producción estable, redujeron el precio a 1 solo peso.

## Características
El tipo de publicaciones que acompañaban cada entrega no sólo eran críticas y artículos de opinión sobre eventos públicos importantes, también aceptaban cuentos, ensayos, notas críticas y traducciones. Y fue más bien hasta el segundo número que, gracias al artículo ensayístico “Razón de ser” de Octavio Paz, se pudo definir mejor el quehacer de la revista.
La publicación llegó hasta los 12 números. El primero fue dedicado a la pintora María Izquierdo, pero se reconoce la misma importancia a los poemas que supuestamente Genaro Estrada copió a Federico García Lorca de su propia libreta. Para futuros números se evitaba tomar una postura política abierta y definida con el objetivo de no generar disrupciones entre lo colaboradores. Sin embargo, la Guerra Civil Española y la llegada de refugiados españoles a México, hizo imposible que hubiese una completa neutralidad.
En su etapa hispanomexicana Taller quedó constituida por Octavio Paz, como director, y Juan Gil-Albert, como secretario. Integraban la redacción Ramón Gaya, José Herrera Petere, Efraín Huerta, Alberto Quintero Álvarez, Antonio Sánchez Barbudo, Rafael Solana y Lorenzo Varela, en ese orden. Y si bien, las reseñas y artículos tenían calidad e intenciones excelentes, la influencia de los españoles y quizá la gran libertad que les ofreció Paz, acabaron por transformar la revista a tal grado que resultó excesivamente española y surgieron conflictos políticos y personales entre los colaboradores.

## Fin de la publicación
El último número de la revista Taller es publicado en febrero de 1941. La revista no emitía números de manera regular, porque el grupo estaba surgiendo y por cuestiones económicas era complicado publicar y reunir materiales mensualmente, pero los 12 números que sí alcanzaron a ver la luz representan el esfuerzo por la juventud de principios de siglo XX por constituir una identidad nacional.